# Связывающий нейрон
Свя́зывающий нейро́н (СН) — концепция обработки сигналов в нейроне общего типа или математическая модель, реализующая эту концепцию.

## Описание концепции
Для нейрона общего типа стимулами являются возбуждающие импульсы. Как правило, для возбуждения нейрона до уровня, когда он генерирует исходящий импульс, необходимо больше одного входящего. Пусть нейрон получает {\displaystyle n} входящих импульсов в последовательные моменты времени {\displaystyle t_{1},t_{2},\dots ,t_{n}}. В концепции СН вводится понятие временно́й когерентности, {\displaystyle tc}, между входящими импульсами:
{\displaystyle tc={\frac {1}{t_{n}-t_{1}}}\,.}
Высокая временна́я когерентность между входящими импульсами свидетельствует в пользу того, что во внешнем мире все {\displaystyle n} импульсов могут быть порождены единым комплексным событием. Соответственно СН, стимулированный достаточно когерентным во времени набором импульсов, генерирует и посылает исходящий импульс. В терминологии СН это называется связыванием элементарных событий (входящих импульсов) в единое событие. Связывание реализуется, если набор стимулирующих импульсов характеризуется достаточной временно́й когерентностью и не реализуется, если когерентность входящих импульсов недостаточна.
Торможение в концепции СН (в первую очередь имеется в виду медленное соматическое калиевое торможение) контролирует уровень временно́й когерентности между входящими импульсами, необходимый для связывания их в единое событие: чем выше степень торможения, тем большая временна́я когерентность необходима для связывания.
Исходящий импульс считается абстрактным представлением комплексного события (набора когерентных во времени входящих импульсов), см. Схему.

## Происхождение
«Хотя нейрон и потребляет энергию, его главная функция — получать сигналы и посылать их вовне, то есть — обрабатывать информацию» — эти слова Френсиса Крика указывают на потребность описания функции отдельного нейрона в терминах обработки абстрактных сигналов. Существуют две абстрактные концепции функционирования нейрона: «детектор совпадений» и «временно́й интегратор». В первой из них предполагается, что нейрон возбуждается и генерирует исходящий импульс, если некоторое количество входящих импульсов приходит одновременно. В концепции временно́го интегратора предполагается, что нейрон возбуждается и посылает исходящий импульс в результате получения некоторого количества входящих импульсов, разнесенных во времени. Каждая из этих концепций учитывает некоторые черты функционирования реальных нейронов, поскольку известно, что конкретный нейрон может действовать как детектор совпадений или как временной интегратор в зависимости от характера входящих стимулов. Вместе с тем известно, что кроме возбуждающих импульсов нейроны получают также тормозящую стимуляцию. Естественным развитием упомянутых выше двух концепций была бы концепция, которая придает торможению собственную роль при обработке сигналов.
В то же время, в нейронауках существует понятие проблемы связывания. Например, при зрительном восприятии такие признаки, как форма, цвет и пространственное расположение зрительного объекта, представлены в мозге в разных группах нейронов. Механизм, который обеспечивает восприятие совокупности этих признаков как таких, которые принадлежат одному реальному объекту, называется связыванием признаков
.
Существует экспериментально подтвержденная мысль, что для функционирования механизма связывания необходима точная координация моментов нервных импульсов, отвечающих тем или иным признакам

.
Эта координация в основном предполагает, что сигналы о разных признаках поступают в определенные области мозга в пределах определенного временного окна.
Концепция СН на уровне отдельного нейрона удовлетворяет требованиям, сформулированным раньше на уровне крупномасштабных нервных сетей для обеспечения функционирования механизма связывания. Концепция СН сформулирована на основе анализа отклика уравнений Ходжкина — Хаксли на стимулы, подобные тем, которые получают нейроны в реальных условиях, см. раздел «Математические реализации», ниже.

## Математические реализации

### Модель Ходжкина — Хаксли (Х-Х)
Модель Ходжкина-Хаксли — физиологически обоснованная модель нейрона, которая оперирует в терминах ионных токов сквозь мембрану нейрона и описывает механизм генерации нейроном потенциала действия.
В работе был численно исследован отклик модели Х-Х на стимулы {\displaystyle U(t)}, составленные из большого числа возбуждающих импульсов, моменты получения которых распределены случайным образом в пределах некоторого временного окна {\displaystyle W}:
{\displaystyle U(t)=\sum _{k=1}^{NP}V(t-t_{k}),\qquad t_{k}\in [0;W].}
Тут {\displaystyle V(t)} обозначает величину возбуждающего постсинаптического потенциала в момент времени {\displaystyle t}, {\displaystyle t_{k}} — момент получения {\displaystyle k}-го импульса, {\displaystyle NP} — полное число импульсов. Числа {\displaystyle t_{k}} — случайны и распределены равномерно на интервале {\displaystyle [0;W]}. Результирующий входящий стимул для нейрона Х-Х был получен следующим образом:
{\displaystyle I(t)=-C_{M}\ {\frac {dU(t)}{dt}},}
где {\displaystyle C_{M}} — ёмкость единицы поверхности возбудимой мембраны.
Была рассчитана вероятность {\displaystyle fp} возбуждения нейрона до генерации спайка в зависимости от ширины временно́го окна {\displaystyle W}. Рассматривались уравнения Х-Х с разными значениями фиксированной калиевой проводимости для создания определенного уровня тормозного потенциала.
Зависимости {\displaystyle fp} от {\displaystyle W} пересчитаны на величину, обратную ширине окна, {\displaystyle TC={\frac {1}{W}}}, которая является аналогом временно́й когерентности импульсов в стимуле, см. Рис. 1. Полученные зависимости имеют вид ступеньки, причем положение ступеньки регулируется величиной торможения, см. Рис. 1. Такой характер зависимостей позволяет трактовать уравнения Х-Х как математическую реализацию концепции СН.

### Интегрирующий нейрон с потерями (ИНП)
Модель интегрирующего нейрона с потерями является широко распространенной абстрактной моделью нейрона.
Если для ИНП поставить задачу, аналогичную описанной выше для модели Х-Х, то при надлежащим образом организованном торможении можно получить ступенеподобные зависимости, аналогичные изображенным на Рис. 1. Таким образом, ИНП может служить математической реализацией концепции СН.

### Модель «связывающий нейрон»
Модель связывающего нейрона реализует концепцию СН в наиболее рафинированом виде. В этой модели нейрон имеет внутреннюю память фиксированной продолжительности {\displaystyle \tau }. Каждый входящий импульс хранится нейроном в неизменном виде в течение {\displaystyle \tau } единиц времени, после чего исчезает. Нейрон также характеризуется пороговым значением {\displaystyle N_{th}} количества хранящихся в памяти импульсов: если количество импульсов в памяти равно или больше числа {\displaystyle N_{th}}, то нейрон посылает исходящий импульс и освобождается от хранящихся входящих. Наличие торможения в модели СН реализуется как уменьшение {\displaystyle \tau }.
Наличие внутренней памяти {\displaystyle \tau } в модели СН соответствует временно́й протяженности возбуждающего постсинаптического потенциала, который возникает в реальном нейроне при получении им входящего импульса (входящего синаптического тока). С другой стороны, {\displaystyle \tau } соответствует пороговому значению временной когерентности между входящими импульсами, при которой генерация импульса ещё возможна в концепции СН (на Рис. 1 — положение ступеньки).
В модели СН при вычислении отклика нейрона на поток входящих импульсов необходимо контролировать время, которое остается провести в нейроне каждому присутствующему в нём импульсу (время жизни). Это делает модель СН более сложной для численного моделирования, чем модель ИНВ, где нужно контролировать только суммарное возбуждение. С другой стороны, каждый импульс проводит в СН конечное время {\displaystyle \tau }, после чего бесследно исчезает. Это отличает модель СН от ИНП, в котором след входящего импульса может храниться бесконечно долго и исчезает только во время генерации исходящего импульса. Это свойство модели СН позволяет точно описать статистику исходящей активности СН при стимуляции случайным потоком импульсов, см.

.
Предельный случай СН с бесконечной памятью {\displaystyle \tau \to \infty } соответствует временно́му интегратору. Предельный случай СН с бесконечно короткой памятью {\displaystyle \tau \to 0} соответствует детектору совпадений.

## Микросхемные реализации
Как упомянутые выше, так и прочие модели нейронов и нервные сети из них имеют свои реализации на уровне электронных микросхем. Среди применяемых микросхем отметим программируемые пользователем вентильные матрицы, ППВМ. ППВМ используются для моделирования нейронов любого типа, но наиболее естественно в них реализуется модель СН, поскольку она может быть задана без применения чисел с плавающей точкой и не требует решения дифференциальных уравнений. Эти особенности модели СН использованы, например, в

.

## Ограничения
Концепция СН имеет ряд ограничений, которые следуют из её абстрактного характера. К таким ограничениям следует отнести игнорирование морфологии нейронов, идентичную интенсивность входящих импульсов, замену ряда переходных процессов с разными временами релаксации, наблюдающихся в реальных нейронах, одним временем жизни {\displaystyle \tau } импульса в нейроне, отсутствие рефрактерного периода, рассмотрение только медленного (калиевого) торможения.
Такие же ограничения имеет и модель СН, хотя часть из них может быть устранена за счет усложнения модели, см., например,
,
где использована модель СН с рефрактерным периодом и быстрым торможением.